# Vacances amb la mare
Vacances amb la mare (títol original en francès, Larguées) és una pel·lícula de comèdia francesa dirigida per Éloïse Lang, i estrenada el 2018. S'ha doblat i subtitulat al català central, i també al valencià per a À Punt.

## Sinopsi
L'Alice (Camille Chamoux) i la Rose (Camille Cottin) són dues germanes totalment diferents: una és una mare ultra ordenada i responsable, l'altra és lliure i desenfrenada. No estan d'acord en res, excepte en la urgència d'animar la seva mare (Miou-Miou) que acaba de ser abandonada pel seu pare per una dona més jove. En la seva missió de «salva la mare» al Piton de la Fournaise de l'illa de la Reunió viuran diferents aventures.

## Premis i reconeixements
- Festival Internacional de Cinema de Comèdia de L'Aup d'Uès de 2018:[6]
  - Premi del Públic
  - Premi a la millor interpretació femenina per Camille Cottin